# Sosibi d'Atenes
Sosibi d'Atenes (en llatí Sosibius, en grec antic Σωσίβιος) fou un escultor atenenc conegut per ser el que va fer la gerra, que avui dia és al Louvre, de dos peus d'altura adornada amb figures en relleu entre les quals, dues són d'Àrtemis i Hermes, en estil arcaic, mentre les altres figures restants representen un sacrifici, i mostren un estil diferent i gràcil que sembla propi del temps de Fídies, temps al qual aquest conjunt sembla pertànyer.